# Natalja Wodianowa
Natalja Michajłowna Wodianowa, ros. Ната́лья Миха́йловна Водяно́ва (ur. 28 lutego 1982 w Gorkim) – rosyjska modelka i aktorka.

## Kariera
Natalia Wodianowa urodziła się w rosyjskim mieście Gorki (ob. Niżny Nowogród), żyła w niezbyt dobrych warunkach z matką oraz siostrą. W wieku 11 lat dziewczynka zaczęła pomagać matce w sprzedaży owoców i warzyw na straganie, często opuszczając zajęcia w szkole. Dzięki temu mogły zapewnić opiekę młodszej siostrze Wodianowej, chorej na porażenie mózgowe.
Natalja zapisała się do nowo powstałej szkoły modelek, gdzie uczyła się etykiety. Na castingu zwróciła uwagę agenta z Paryża, który oferował jej pomoc w karierze. Warunkiem miała być nauka języka angielskiego w 3 miesiące. Wkrótce, jako 17-latka wyjechała do Paryża, gdzie Natalją zainteresowała się agencja Viva.
Gucci zatrudnił Wodianową do reklamowania perfum, a zaraz po tym Calvin Klein zaproponował jej udział w prezentacji kolekcji wiosennej. Jest także znaną twarzą w L’Oréal. Kolejne kontrakty podpisała z agencjami w Mediolanie i Nowym Jorku. Oprócz kampanii reklamowych dla: Gucciego, Calvina Kleina i L’Oréal, wzięła udział również w kampaniach takich jak: Chanel, Giorgio Armani, Versace, Roccobarocco, Versus, Louis Vuitton, Marc Jacob, Miss Sixty, Moschino, Nina Ricci. Na wybiegu prezentowała kolekcje takich projektantów mody jak: Sonia Rykiel, Vivienne Westwood, Aa Milano, Atil Kotuglu, Blumarine, Christian Dior, Custo, Loewe, Paco Rabanne, Pierre Balmain, Yōji Yamamoto, Stella McCartney, Valentino, Viktor & Rolf, Yves Saint Laurent, Christian Lacroix, Emanuel Ungaro, Givenchy, Calvin Klein oraz Karl Lagerfeld. Ozdabiała okładki międzynarodowych wydań: Elle, Vogue i Harper’s Bazaar. Jej twarz stała się znana i nawet pojawiła się ona w filmie Romana Coppoli „CQ”. Obecnie Natalia jest jedną z najbardziej znanych supermodelek, a media kochają ją za prawdziwy wizerunek a także jej inspirującą historię.
W 2009 roku wraz z prezenterem telewizyjnym Andriejem Małachowem prowadziła półfinały 54. Konkursu Piosenki Eurowizji, który odbył się w Moskwie.

## Życie prywatne
W 2002 poślubiła w Petersburgu brytyjskiego magnata nieruchomości Justina Portmana (ur. 1969). Ze związku pochodzi troje dzieci: syn Lucas Alexander (ur. 2001), córka Neva (ur. 2006) i syn Victor (ur. 2007). Związek z Portmanem zakończył się separacją w 2011. Obecnie modelka związana jest z Antoinem Arnaultem – synem założyciela koncernu LVMH. W maju 2014 roku urodził się ich syn Maxim. W 2016 roku modelka urodziła drugie dziecko Arnaulta, chłopca o imieniu Roman.

## Filmografia
- 2001 CQ – Brigit
- 2006 Wow!
- 2010 Starcie Tytanów – Meduza
- 2012 Oblubienica Pana